# Hamel (Nord)
Hamel település Franciaországban, Nord megyében. Lakosainak száma 786 fő (2022. január 1.). Hamel Estrées, Tortequesne, Arleux, Lécluse és Écourt-Saint-Quentin községekkel határos.

## Népesség
A település népességének változása:
| Lakosok száma | 785  | 771  | 787  | 786  | 793  | 788  | 780  | 775  | 786  |
|               | 2013 | 2015 | 2016 | 2017 | 2018 | 2019 | 2020 | 2021 | 2022 |